# NGC 3454
NGC 3454 é uma galáxia espiral barrada (SBc) localizada na direcção da constelação de Leo. Possui uma declinação de +17° 20' 37" e uma ascensão recta de 10 horas, 54 minutos e 29,4 segundos.
A galáxia NGC 3454 foi descoberta em 17 de Março de 1831 por John Herschel.